# Atletica leggera ai Giochi della XXIX Olimpiade - 1500 metri piani maschili
La competizione dei 1500 metri piani maschili dei Giochi olimpici di Pechino 2008 si è svolta dal 15 al 19 agosto 2008 presso lo Stadio nazionale di Pechino.

## Presenze ed assenze dei campioni in carica
| Competizione         | Atleta             | Prestazione | Pechino 2008 |
| -------------------- | ------------------ | ----------- | ------------ |
| Olimpiadi 2004       | Hicham El Guerrouj | 3'34"18     | Rit. 2005    |
| Commonwealth 2006    | Nicholas Willis    | 3'38"49     | Presente     |
| Europei 2006         | Mehdi Baala        | 3'39”02     | Presente     |
| Coppa del mondo 2006 | Alex Kipchirchir   | 3'52”60     | Non qual.    |
| Asiatici 2006        | Daham Bashir       | 3'38”06     | Presente     |
| Panamericani 2007    | Hudson de Souza    | 3'36”32     | Presente     |
| Africani 2007        | Asbel Kiprop       | 3'38”97     | Presente     |
| Mondiali 2007        | Bernard Lagat      | 3'34”77     | Presente     |
|                      |                    |             |              |
| Mondiali junior 2004 | Abdalaati Iguider  | 3'35”53     | Presente     |

## Gara
Non appare tra i favoriti Rashid Ramzi, che inizia la sua stagione sui 1.500 proprio a Pechino. Eppure il marocchino (naturalizzato dallo stato del Bahrein) corre con il tempo più veloce di sempre in una batteria: 3'32"89.
Ramzi prevale nella seconda semifinale; nella prima serie vince il keniota Asbel Kiprop (i tempi sono nell'ordine del 3'37"). Primo dei non qualificati è Bernard Lagat, campione del mondo all'aperto e al coperto.
In finale Kiprop conduce il gruppo nel primo giro; poi prende la testa il connazionale Choge. Alla campanella gli atleti passano davanti al traguardo in quest'ordine: Choge, Abdelaati Iguider, Bilal Alì e Rashid Ramzi. Il marocchino inizia la sua rimonta: ai 1.200 è terzo; ai 250 parte in volata. La sua velocità è nettamente superiore: copre i 100 metri tra 1.300 e 1.400 metri di gara in 12"5. Solo Kiprop gli resiste dietro. I due superano gli avversari con facilità e vincono l'oro e l'argento. Un'altra volata mozzafiato aggiudica il bronzo: Nick Willis, che ha rimontato dal sesto posto, batte Mehdi Baala per soli 5 centesimi. Rashid Ramzi ha corso l'ultimo giro in 52"9.
Il 18 novembre 2009 il CIO ha poi squalificato Ramzi per doping togliendolo dall'ordine d'arrivo. La medaglia d'oro è stata così assegnata ad Asbel Kipruto Kiprop, giunto alle spalle di Ramzi, l'argento a Nicholas Willis e il bronzo a Mehdi Baala.

## Batterie
Venerdì 15 agosto.
Si qualificano per le semifinali i primi 5 classificati di ogni batteria. Vengono ripescati i 4 migliori tempi degli esclusi.

### 1ª batteria
Ore 19:10.
| Pos | Atleta            | Paese         | Tempo   | Note |
| --- | ----------------- | ------------- | ------- | ---- |
| 1   | Mehdi Baala       | Francia       | 3'35"87 | Q    |
| 2   | Nick Willis       | Nuova Zelanda | 3'36"01 | Q    |
| 3   | Daham Naim Bashir | Qatar         | 3'36"05 | Q    |
| 4   | Tarek Boukensa    | Algeria       | 3'36"11 | Q    |
| 5   | Deresse Mekonnen  | Etiopia       | 3'36"22 | Q    |
| 6   | Leonel Manzano    | Stati Uniti   | 3'36"67 | q    |
| 7   | Javier Carriqueo  | Argentina     | 3'39"36 |      |
| 8   | Reyes Estévez     | Spagna        | 3'39"62 |      |
| 9   | Taylor Milne      | Canada        | 3'41"56 |      |
| 10  | Youssef Baba      | Marocco       | 3'42"13 |      |
| 11  | Vjačeslav Šabunin | Russia        | 3'42"53 |      |
|     | Juan Luis Barrios | Messico       | NP      |      |

### 2ª batteria
Ore 19:19.
| Pos | Atleta                    | Paese          | Tempo   | Note |
| --- | ------------------------- | -------------- | ------- | ---- |
| 1   | Asbel Kiprop              | Kenya          | 3'41"28 | Q    |
| 2   | Nathan Brannen            | Canada         | 3'41"45 | Q    |
| 3   | Juan Carlos Higuero       | Spagna         | 3'41"70 | Q    |
| 4   | Bernard Lagat             | Stati Uniti    | 3'41"98 | Q    |
| 5   | Antar Zerguelaïne         | Algeria        | 3'42"30 | Q    |
| 6   | Goran Nava                | Serbia         | 3'42"92 | RN   |
| 7   | Tom Lancashire            | Gran Bretagna  | 3'43"40 |      |
| 8   | Alistair Cragg            | Irlanda        | 3'44"90 |      |
| 9   | Hais Welday               | Eritrea        | 3'45"06 |      |
| 10  | Mohammed Othman H Shaween | Arabia Saudita | 3'45"82 |      |
| 11  | Mitchell Kealey           | Australia      | 3'46"31 |      |
| 12  | Isaiah Msibi              | Swaziland      | 3'51”35 | RP   |
|     | Ivan Heško                | Ucraina        | NP      |      |

### 3ª batteria
Ore 19:28.
| Pos | Atleta             | Paese         | Tempo   | Note |
| --- | ------------------ | ------------- | ------- | ---- |
| 1   | Juan Van Deventer  | Sudafrica     | 3'36"32 | Q    |
| 2   | Arturo Casado      | Spagna        | 3'36"42 | Q    |
| 3   | Andy Baddeley      | Gran Bretagna | 3'36"47 | Q    |
| 4   | Abdalaati Iguider  | Marocco       | 3'36"48 | Q    |
| 5   | Lopez Lomong       | Stati Uniti   | 3'36"70 | Q    |
| 6   | Belal Mansoor Ali  | Bahrein       | 3'36"84 | q    |
| 7   | Hudson de Souza    | Brasile       | 3'37"06 |      |
| 8   | Demma Daba         | Etiopia       | 3'37"78 |      |
| 9   | Tiidrek Nurme      | Estonia       | 3'38"59 | RN   |
| 10  | David Freeman      | Porto Rico    | 3'39"70 |      |
| 11  | Nicholas Kemboi    | Kenya         | 3'41"56 |      |
| 12  | Byron Piedra       | Ecuador       | 3'45"57 |      |
| 13  | Abdalla Abdelgadir | Sudan         | 3'47"65 |      |

### 4ª batteria
Ore 19:37.
| Pos | Atleta            | Paese     | Tempo   | Note |
| --- | ----------------- | --------- | ------- | ---- |
| 1   | Rashid Ramzi      | Bahrein   | 3'32"89 | Q    |
| 2   | Mohamed Moustaoui | Marocco   | 3'34"80 | Q    |
| 3   | Augustine Choge   | Kenya     | 3'35"47 | Q    |
| 4   | Christian Obrist  | Italia    | 3'35"91 | Q    |
| 5   | Kevin Sullivan    | Canada    | 3'36"05 | Q    |
| 6   | Carsten Schlangen | Germania  | 3'36"34 | q    |
| 7   | Mulugeta Wendimu  | Etiopia   | 3'36"67 | q    |
| 8   | Thamer Kamal Ali  | Qatar     | 3'41"08 |      |
| 9   | Mahamoud Farah    | Gibuti    | 3'43"62 |      |
| 10  | Chauncy Master    | Malawi    | 3'44"96 |      |
| 11  | Kamal Boulahfane  | Algeria   | 3'45"59 |      |
| 12  | Jeffrey Riseley   | Australia | 3'53”95 |      |

### Graduatoria batterie
| Pos | Batteria | Atleta                    | Paese          | Tempo   | Note |
| --- | -------- | ------------------------- | -------------- | ------- | ---- |
| 1   | 4        | Rashid Ramzi              | Bahrein        | 3'32"89 | Q    |
| 2   | 4        | Mohamed Moustaoui         | Marocco        | 3'34"80 | Q    |
| 3   | 4        | Augustine Choge           | Kenya          | 3'35"47 | Q    |
| 4   | 1        | Mehdi Baala               | Francia        | 3'35"87 | Q    |
| 5   | 4        | Christian Obrist          | Italia         | 3'35"91 | Q    |
| 6   | 1        | Nick Willis               | Nuova Zelanda  | 3'36"01 | Q    |
| 7   | 4        | Kevin Sullivan            | Canada         | 3'36"05 | Q    |
| 8   | 1        | Daham Naim Bashir         | Qatar          | 3'36"05 | Q    |
| 9   | 1        | Tarek Boukensa            | Algeria        | 3'36"11 | Q    |
| 10  | 1        | Deresse Mekonnen          | Etiopia        | 3'36"22 | Q    |
| 11  | 3        | Juan Van Deventer         | Sudafrica      | 3'36"32 | Q    |
| 12  | 4        | Carsten Schlangen         | Germania       | 3'36"34 | q    |
| 13  | 3        | Arturo Casado             | Spagna         | 3'36"42 | Q    |
| 14  | 3        | Andy Baddeley             | Gran Bretagna  | 3'36"47 | Q    |
| 15  | 3        | Abdalaati Iguider         | Marocco        | 3'36"48 | Q    |
| 16  | 1        | Leonel Manzano            | Stati Uniti    | 3'36"67 | q    |
| 16  | 4        | Mulugeta Wendimu          | Etiopia        | 3'36"67 | q    |
| 18  | 3        | Lopez Lomong              | Stati Uniti    | 3'36"70 | Q    |
| 19  | 3        | Belal Mansoor Ali         | Bahrein        | 3'36"84 | q    |
| 20  | 3        | Hudson de Souza           | Brasile        | 3'37"06 |      |
| 21  | 3        | Demma Daba                | Etiopia        | 3'37"78 |      |
| 22  | 3        | Tiidrek Nurme             | Estonia        | 3'38"59 | RN   |
| 23  | 1        | Javier Carriqueo          | Argentina      | 3'39"36 |      |
| 24  | 1        | Reyes Estévez             | Spagna         | 3'39"62 |      |
| 25  | 3        | David Freeman             | Porto Rico     | 3'39"70 |      |
| 26  | 4        | Thamer Kamal Ali          | Qatar          | 3'41"08 |      |
| 27  | 2        | Asbel Kiprop              | Kenya          | 3'41"28 | Q    |
| 28  | 2        | Nathan Brannen            | Canada         | 3'41"45 | Q    |
| 29  | 3        | Nicholas Kemboi           | Kenya          | 3'41"56 |      |
| 30  | 1        | Taylor Milne              | Canada         | 3'41"56 |      |
| 31  | 2        | Juan Carlos Higuero       | Spagna         | 3'41"70 | Q    |
| 32  | 2        | Bernard Lagat             | Stati Uniti    | 3'41"98 | Q    |
| 33  | 1        | Youssef Baba              | Marocco        | 3'42"13 |      |
| 34  | 2        | Antar Zerguelaïne         | Algeria        | 3'42"30 | Q    |
| 35  | 1        | Vjačeslav Šabunin         | Russia         | 3'42"53 |      |
| 36  | 2        | Goran Nava                | Serbia         | 3'42"92 | RN   |
| 37  | 2        | Tom Lancashire            | Gran Bretagna  | 3'43"40 |      |
| 38  | 4        | Mahamoud Farah            | Gibuti         | 3'43"62 |      |
| 39  | 2        | Alistair Cragg            | Irlanda        | 3'44"90 |      |
| 40  | 4        | Chauncy Master            | Malawi         | 3'44"96 |      |
| 41  | 2        | Hais Welday               | Eritrea        | 3'45"06 |      |
| 42  | 3        | Byron Piedra              | Ecuador        | 3'45"57 |      |
| 43  | 4        | Kamal Boulahfane          | Algeria        | 3'45"59 |      |
| 44  | 2        | Mohammed Othman H Shaween | Arabia Saudita | 3'45"82 |      |
| 45  | 2        | Mitchell Kealey           | Australia      | 3'46"31 |      |
| 46  | 3        | Abdalla Abdelgadir        | Sudan          | 3'47"65 |      |
| 47  | 2        | Isaiah Msibi              | Swaziland      | 3'51”35 | RP   |
| 48  | 4        | Jeffrey Riseley           | Australia      | 3'53”95 |      |
|     | 1        | Juan Luis Barrios         | Messico        | NP      |      |
|     | 2        | Ivan Heško                | Ucraina        | NP      |      |

Legenda:
Q = Qualificato per le semifinali;

q = Ripescato per le semifinali;

RN = Record nazionale;

RP = Record personale;

NP = Non partito;

Rit. = Ritirato. 

## Semifinali
Domenica 17 agosto.
Si qualificano per la finale i primi 5 classificati di ogni batteria. Vengono ripescati i 2 migliori tempi degli esclusi.

### 1ª semifinale
Ore 21:55.

| Pos | Atleta              | Paese       | Tempo   | Note |
| --- | ------------------- | ----------- | ------- | ---- |
| 1   | Asbel Kiprop        | Kenya       | 3'37"04 | Q    |
| 2   | Abdalaati Iguider   | Marocco     | 3'37"21 | Q    |
| 3   | Juan Carlos Higuero | Spagna      | 3'37"31 | Q    |
| 4   | Christian Obrist    | Italia      | 3'37"47 | Q    |
| 5   | Belal Mansoor Ali   | Bahrein     | 3'37"60 | Q    |
| 6   | Juan van Deventer   | Sudafrica   | 3'37"75 | q    |
| 7   | Daham Najim Bashir  | Qatar       | 3'37"77 | q    |
| 8   | Carsten Schlangen   | Germania    | 3'37"94 |      |
| 9   | Nathan Brannen      | Canada      | 3'39"10 |      |
| 10  | Mulugeta Wendimu    | Etiopia     | 3'40"16 |      |
| 11  | Antar Zerguelaïne   | Algeria     | 3'40"64 |      |
| 12  | Lopez Lomong        | Stati Uniti | 3'41"00 |      |

### 2ª semifinale
Ore 22:04.
| Pos | Atleta            | Paese         | Tempo   | Note |
| --- | ----------------- | ------------- | ------- | ---- |
| 1   | Rashid Ramzi      | Bahrein       | 3'37"11 | Q    |
| 2   | Mehdi Baala       | Francia       | 3'37"47 | Q    |
| 3   | Andrew Baddeley   | Gran Bretagna | 3'37"47 | Q    |
| 4   | Augustine Choge   | Kenya         | 3'37"54 | Q    |
| 5   | Nick Willis       | Nuova Zelanda | 3'37"54 | Q    |
| 6   | Bernard Lagat     | Stati Uniti   | 3'37"79 |      |
| 7   | Deresse Mekonnen  | Etiopia       | 3'37"85 |      |
| 8   | Tarek Boukensa    | Algeria       | 3'39"73 |      |
| 9   | Kevin Sullivan    | Canada        | 3'40"30 |      |
| 10  | Mohamed Moustaoui | Marocco       | 3'40"90 |      |
| 11  | Arturo Casado     | Spagna        | 3'41"57 |      |
| 12  | Leonel Manzano    | Stati Uniti   | 3'50"33 |      |

### Riepilogo qualificati
| Batteria | Atleta              | Nazionalità   | Tempo   | Note |
| -------- | ------------------- | ------------- | ------- | ---- |
| 1        | Asbel Kiprop        | Kenya         | 3'37"04 | Q    |
| 2        | Rashid Ramzi        | Bahrein       | 3'37"11 | Q    |
| 1        | Abdalaati Iguider   | Marocco       | 3'37"21 | Q    |
| 1        | Juan Carlos Higuero | Spagna        | 3'37"31 | Q    |
| 1        | Christian Obrist    | Italia        | 3'37"47 | Q    |
| 2        | Mehdi Baala         | Francia       | 3'37"47 | Q    |
| 2        | Andrew Baddeley     | Gran Bretagna | 3'37"47 | Q    |
| 2        | Augustine Choge     | Kenya         | 3'37"54 | Q    |
| 2        | Nick Willis         | Nuova Zelanda | 3'37"54 | Q    |
| 1        | Belal Mansoor Ali   | Bahrein       | 3'37"60 | Q    |
| 1        | Juan van Deventer   | Sudafrica     | 3'37"75 | q    |
| 1        | Daham Najim Bashir  | Qatar         | 3'37"77 | q    |
| 2        | Bernard Lagat       | Stati Uniti   | 3'37"79 |      |
| 2        | Deresse Mekonnen    | Etiopia       | 3'37"85 |      |
| 1        | Carsten Schlangen   | Germania      | 3'37"94 |      |
| 1        | Nathan Brannen      | Canada        | 3'39"10 |      |
| 2        | Tarek Boukensa      | Algeria       | 3'39"73 |      |
| 1        | Mulugeta Wendimu    | Etiopia       | 3'40"16 |      |
| 2        | Kevin Sullivan      | Canada        | 3'40"30 |      |
| 1        | Antar Zerguelaïne   | Algeria       | 3'40"64 |      |
| 2        | Mohamed Moustaoui   | Marocco       | 3'40"90 |      |
| 1        | Lopez Lomong        | Stati Uniti   | 3'41"00 |      |
| 2        | Arturo Casado       | Spagna        | 3'41"57 |      |
| 2        | Leonel Manzano      | Stati Uniti   | 3'50"33 |      |

Legenda:
- Q = Qualificato per la finale
- q = Ripescato per la finale;
- RN = Record nazionale;
- RP = Record personale;
- NP = Non partito;
- Rit. = Ritirato.

## Finale

Video della Finale (telecronaca in inglese)

Video della Finale (telecronaca in francese)

Martedì 19 agosto; ore 22:50. Stadio nazionale di Pechino.
| Primatista mondiale | 3'26"00 | Hicham El Guerrouj | Rit. 2005 |
| Primatista stag.le  | 3'31"49 | Daniel K. Komen    | Non Qual. |

1. ↑  Record stabilito nel 1998.
2. ↑  Alla data del 1º agosto 2008.

| Pos    | Atleta              | Paese         | Tempo   | Note |
| ------ | ------------------- | ------------- | ------- | ---- |
|        | Asbel Kiprop        | Kenya         | 3'33"11 |      |
|        | Nick Willis         | Nuova Zelanda | 3'34"16 |      |
|        | Mehdi Baala         | Francia       | 3'34"21 |      |
| 4      | Juan Carlos Higuero | Spagna        | 3'34"44 |      |
| 5      | Abdalaati Iguider   | Marocco       | 3'34"66 |      |
| 6      | Juan van Deventer   | Sudafrica     | 3'34"77 |      |
| 7      | Belal Mansoor Ali   | Bahrein       | 3'35"23 |      |
| 8      | Andrew Baddeley     | Gran Bretagna | 3'35"37 |      |
| 9      | Augustine Choge     | Kenya         | 3'35"50 |      |
| 10     | Daham Najim Bashir  | Qatar         | 3'37"68 |      |
| 11     | Christian Obrist    | Italia        | 3'39"87 |      |
| Squal. | Rashid Ramzi        | Bahrein       | Squal.  |      |

Asbel Kipruto Kiprop, con i suoi 19 anni e 50 giorni, è il più giovane medagliato di sempre sui 1.500 metri alle Olimpiadi.